# Bitva na Neštětické hoře
Bitva na Neštětické hoře byla menším válečným střetem mezi císařskými oddíly zemské hotovosti pod velením Pavla Michny z Vacínova a Sezimy z Vrtby a selskými povstalci ze středočeských a východočeských panství, vedenými Adamem Hodějovským z Hodějova během selských povstání v Čechách v letech 1626–1628 na pozadí třicetileté války. Odehrála se začátkem září 1627 na Neštětické hoře v okolí městečka Neveklov poblíž Benešova, jejímž přímým důsledkem bylo finální zlomení odporu tohoto oddílu rebelujících sedláků a potrestání jejich účastníků. Výsledek střetnutí je považováno za největší bojovou operaci v rámci tehdejšího selského povstání a zároveň nejdrastičtějším zásahem proti regionálnímu lidovému povstání v historii českých zemí.  

## Pozadí
Jakožto výsledek dlouhodobě neutěšené hospodářské a náboženské situace monarchie, zhoršené krutými robotními povinnostmi, vypukly v červnu 1626 na Chrudimsku a Čáslavsku selské nepokoje. Poddaní v houfech prchali do lesů, ozbrojovali se a plenili statky svých katolických pánů. V květnu 1627 bylo císařem Ferdinandem II. vydáno Obnovené zřízení zemské, které nadále odmítlo tolerovat protestantské vyznání na území Habsburské monarchie, což nadále zhoršilo vztahy mezi katolíky a protestanty.
V červnu se v lesích mezi Kouřimí a Čáslaví zformovalo několik set ozbrojených sedláků. Do jejichž čela se postavil šlechtic a vojenský velitel Adam Hodějovský z Hodějova, postižený bělohorskými konfiskacemi, a také kališnický kněz Matouš Ulický, někdejší děkan hlavního čáslavského městského kostela sv. Petra a Pavla, nedávno se v tajnosti navrátivští z emigrace. Ulický svolával k účasti na povstání další poddané a vystupoval pak jako jeho hlavní duchovní. Během léta jeho počet povstalců narostl až na několik tisíc a v srpnu pak ozbrojený houf napadl kouřimské statky a nadále pak pokračoval v plenění cestou na Rataje nad Sázavou, Český Šternberk, Domašín a Vlašim na panství Pavla Michny z Vacínova. Přitáhl až k Benešovu a hradu Konopiště, odkud musel Pavel Michna uprchnout do Prahy. Začátkem září byl pak povstalci vypleněn zámek ve Svojšicích.

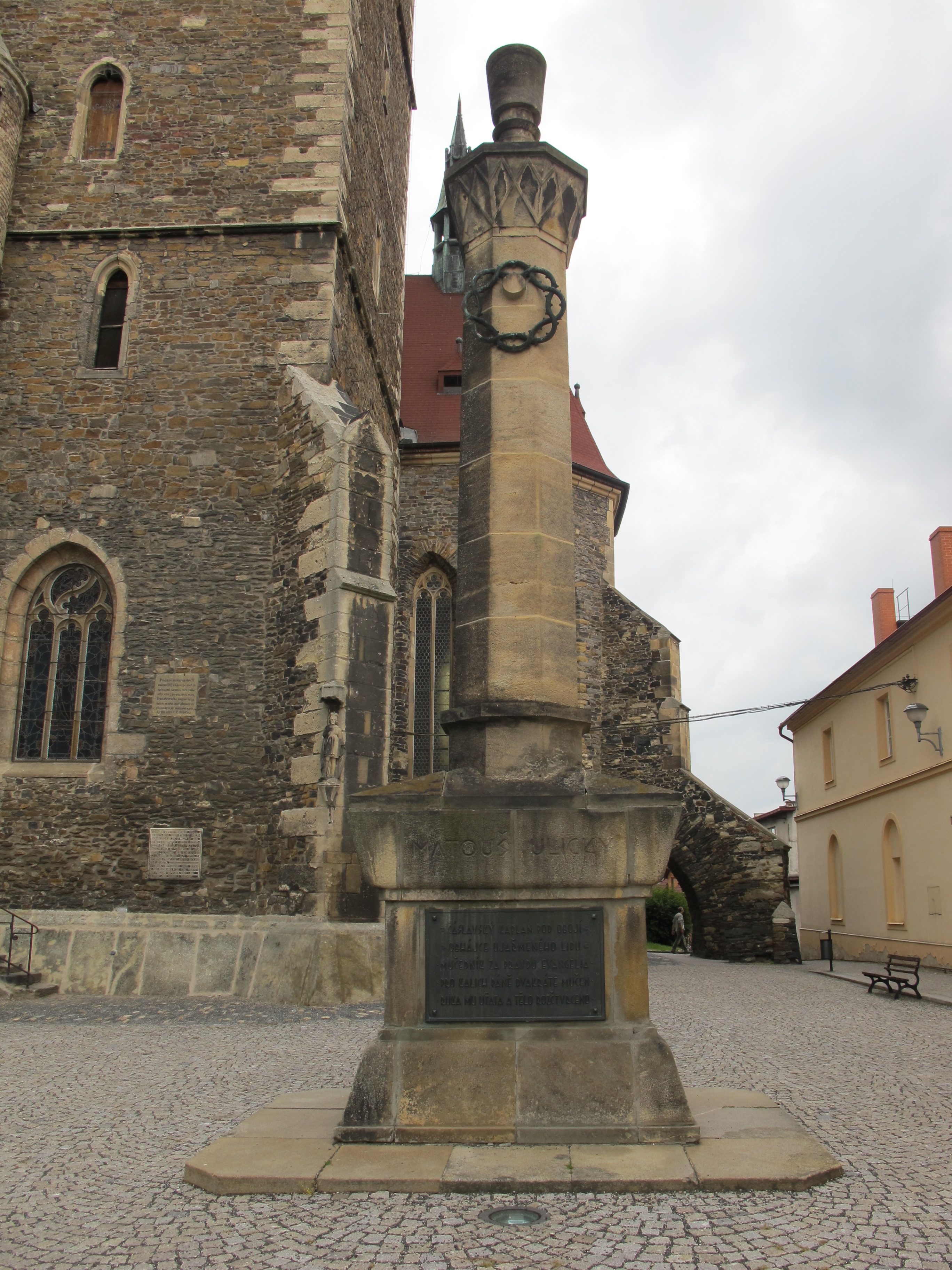
Památník Matěje Ulického z roku cca 1925 od arch. Bohumíra Kozáka v Čáslavi

Z Prahy bylo pak vypraveno vojsko zemské hotovosti pod vedením Pavla Michny a majitele panství Votice Sezimy z Vrtby. Zpráva o jeho přiblížení se k povstaleckým pozicím vyvolala mezi špatně vyzbrojenými paniku a vedla k četným dezercím. 

## Bitva
Následně povstalecké vojsko vedené Adamem Hodějovským a plukovníkem Christiensem před panským vojskem ustupovalo, až začátkem září dosáhlo pozic na Neštětické hoře, vzdálené asi 4 kilometry od Konopiště v Michnově majetku. Zde pak oddíly Michny a Sezimy z Vrtby proti povstalcům provedly definitivní úder. Zprávy o výsledku bitvy hovoří o rozhodném vítězství zemské hotovosti a pobití či zajetí většiny povstaleckých vojáků. Zbylí se pak rozutekli směrem ke Kouřimi a Čáslavi, kde se skryli do lesů. Adamovi Hodějovskému se zdařilo se z bojiště s malým oddílem probít. Není zcela jisté, zda se bitvy zúčastnil také samotný Matouš Ulický.

## Hodnocení bitvy
Jako hlavní viník povstání byl určen Matouš Ulický. Ten se po bitvě ukrýval v Krchlebech, byl však následně zatčen a dopraven do Čáslavi. Zde byl dvakrát krutě mučen a následně pak 11. září 1627 popraven rozčtvrcením na městského popraviště Na Stínadlech. Popravě byl osobně přítomen také Pavel Michna a další úředníci. Tělo pak rok nesmělo být pohřbeno a bylo zde veřejně vystaveno.
Adam Hodějovský se svými muži unikl z Čech k dánskému vojsku, do kterého pak se svými muži narukoval. Řada starších pramenů však mylně hovoří o jeho smrti v bitvě.
Roku 1628 proběhla ještě krátká série akcí ozbrojených sedláků na Královéhradecku na panství Jany Magdaleny Trčkové.
Na stěně rozhledny na Neštětické hoře byla jako připomínka bitvy u příležitosti 300. výročí bitvy okolo roku 1927 odhalena pamětní deska. Osobnost a mučednickou smrt Matouše Ulického pak v Čáslavi mj. připomíná Památník Matěje Ulického z roku cca 1925 od arch. Bohumíra Kozáka.